# Багіо
Багіо, Ба́ґіо, інколи Багйо (англ. City of Baguio; ібалой.: Ciudad ni Bagiw; ілоко: Ciudad ti Baguio; панґ.: Siyudad na Baguio; філіпіно: Lungsod ng Baguio) місто розташоване в провінції Бенґет на півночі острова Лусон на Філіппінах. Місто є діловим, торговим та освітнім центром всього північного Лусону. Тут також знаходиться уряд Кордильєрського Адміністративного Регіону (C.A.R.). За даними перепису 2010 року населення Багіо становило 318,676 осіб.
Багіо заснували американці в 1900 році як гірську станцію (англ. hill station) на місці ібалойського села, що називалося Кафаґвай. Це була єдина гірська станція американців в Азії. Назва міста походить від ібалойського слова bagiw (баґів), що означає 'мох.' Ібалойська є корінною мовою регіону Бенґет. Місто розташоване на висоті близько 1 540 метрів в екорегіоні тропічних соснових лісів Лусону, який є сприятливим для росту орхідних та мохів.

## Географія

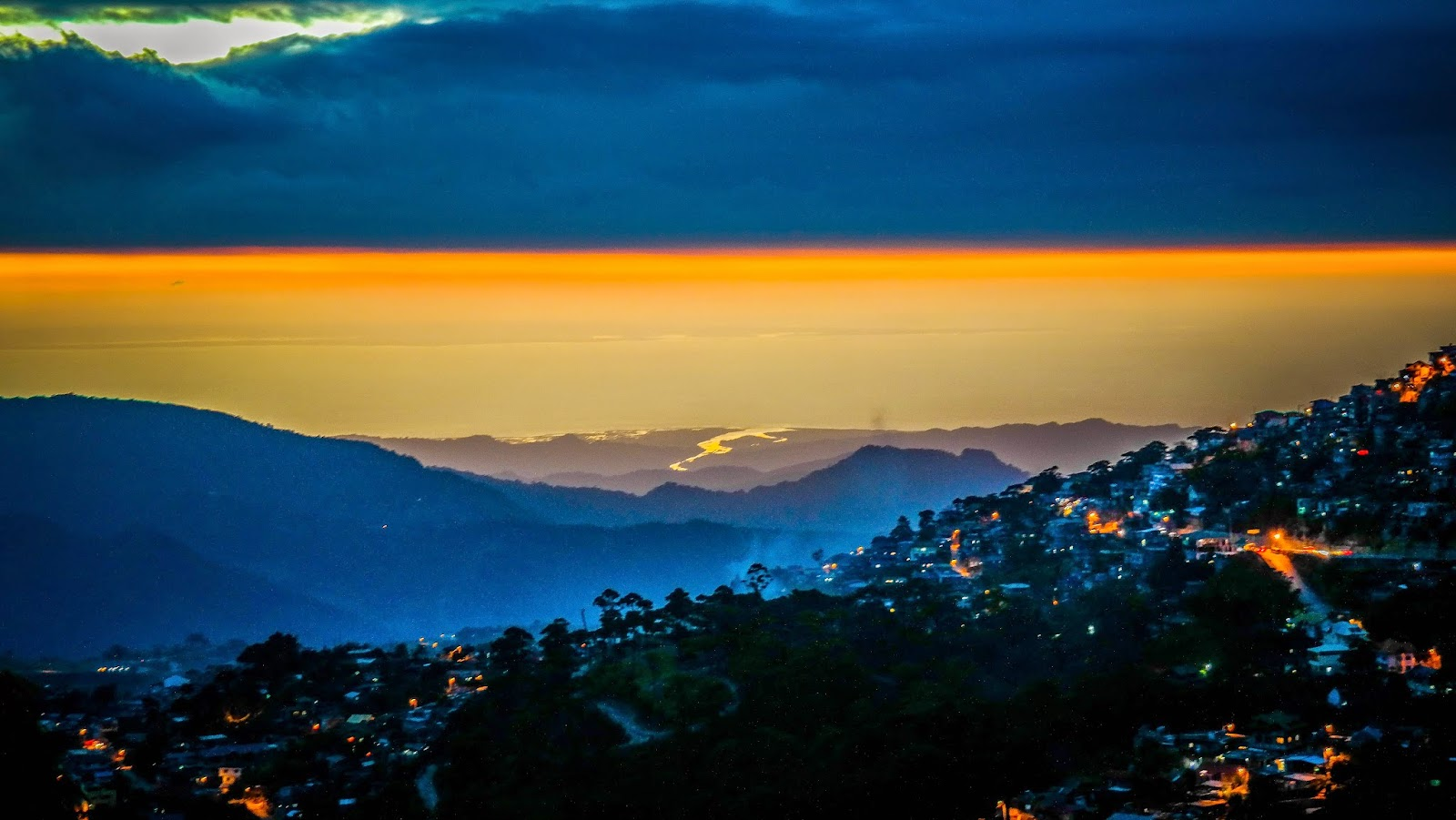
Захід сонця в Багіо

Багіо розташоване на висоті 1540 метрв над рівнем моря в горах Центральна Кордильєра на півночі Лусону. Площа міста становить 57.5 квадратних кілометрів. Більша частина забудови міста знаходться на нерівній горбистій місцевості на півночі міста. Місто простягнулося на 8.2 кілометри зі сходу на захід та 7.2 кілометри з півночі на південь.

### Баранґаї
Адміністративно Багіо поділяється на 129 баранґаї.

### Клімат
Температура повітря в місті зазвичай є нижчою на 7-8 градусів Цельсію в порівнянні до середньої температури рівнин Лусону. Температурний мінімум в 6.3 °C (43.3 °F) було зафіксовано 18 січня 1961, максимум в 30.4 °C (86.7 °F) зафіксовано 16 березня 1988 під час сезону Ель-Ніньйо 1988 року.
Місто знаходиться у зоні, котра характеризується мусонним кліматом. Найтепліший місяць — квітень із середньою температурою 20 °C (68 °F). Найхолодніший місяць — січень, із середньою температурою 17.2 °С (63 °F).
| Клімат Багіо            | Клімат Багіо | Клімат Багіо | Клімат Багіо | Клімат Багіо | Клімат Багіо | Клімат Багіо | Клімат Багіо | Клімат Багіо | Клімат Багіо | Клімат Багіо | Клімат Багіо | Клімат Багіо | Клімат Багіо |
| Показник                | Січ.         | Лют.         | Бер.         | Квіт.        | Трав.        | Черв.        | Лип.         | Серп.        | Вер.         | Жовт.        | Лист.        | Груд.        | Рік          |
| Середній максимум, °C   | 22           | 22           | 24           | 25           | 24           | 23           | 21           | 21           | 21           | 22           | 23           | 23           | 23           |
| Середня температура, °C | 17           | 17           | 19           | 20           | 20           | 19           | 18           | 18           | 18           | 18           | 19           | 18           | 19           |
| Середній мінімум, °C    | 12           | 13           | 14           | 15           | 16           | 16           | 15           | 15           | 15           | 15           | 15           | 13           | 15           |
| Норма опадів, мм        | 20           | 20           | 40           | 100          | 400          | 430          | 1070         | 1160         | 710          | 380          | 120          | 50           | 4540         |
| Днів з дощем            | 2            | 2            | 3            | 7            | 16           | 13           | 13           | 13           | 13           | 16           | 7            | 4            | 70           |
| Вологість повітря, %    | 83           | 83           | 83           | 85           | 89           | 90           | 93           | 93           | 92           | 89           | 86           | 84           | 88           |
| ----------------------- | ------------ | ------------ | ------------ | ------------ | ------------ | ------------ | ------------ | ------------ | ------------ | ------------ | ------------ | ------------ | ------------ |
| Джерело: Weatherbase    |              |              |              |              |              |              |              |              |              |              |              |              |              |

### Землетрус 1990 року
Землетрус 16 липня 1990 року (Ms = 7.8) зруйнував більшість міста. Пошкоджень зазнала значна частина будівель та інфраструктури; більшість доріг було тимчасово закритими. Допомогу у відбудові міста надав уряд країни а також кілька міжнародних донорів таких як Японія, Сінгапур та інші країни.

## Економіка
Основу економіки Багіо становлять туризм та навчальні заклади, серед яких є щонайменше вісім коледжів та університетів, а також надмірна кількість торгових та технічних шкіл. За даними останнього перепису 2007, майже половина городян є студентами, багато з яких походять з сусідніх провінцій. Серед студентів є також велика кількість іноземців.

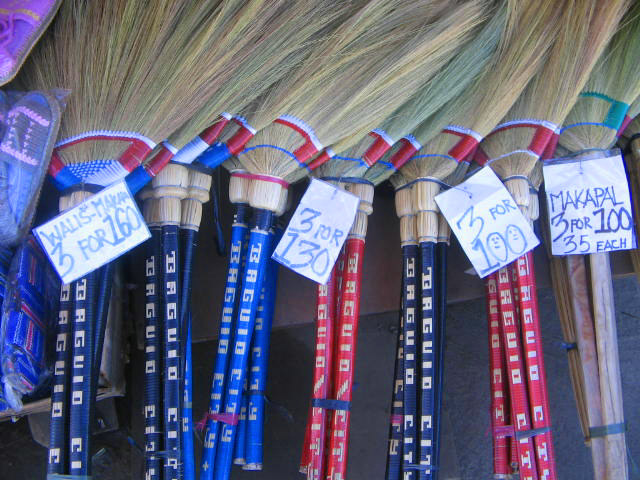
Віники на продажу на ринку.

Іншим важливим джерелом доходів міста є його роль комерційного центру провінції Бенґет. Багато з товарів сільського господарства та добувної промисловості провінції Бенґет переправляються через Багіо для подальшої переробки чи дистрибуції на «рівнинах».

### Торгівля
Місто є центром роздрібної торгівлі для покупців з усієї Кордильєри, яких приваблюють досить низькі ціни, через високу конкуренцію, а також велике розмаїття товарів, багато з яких можна купити лише в Манілі. Попри відносно невеликі розміри міста тут розташовано багато торгових центрів, серед яких SM City Baguio, Baguio Center Mall, Cooyeesan Hotel Plaza, Abanao Square, The Maharlika Livelihood Center, Porta Vaga Mall і Centerpoint Plaza.

### Промисловість
У межах міста знаходиться промисловий парк, що називається Baguio City Economic Zone (BCEZ). Компанії розміщені в цьому парку виробляють серед іншого трикотаж, транзистори, компоненти для автомобілебудування, деталі для комп'ютерів та електроніки. Серед відомих компаній, слід вирізнити Texas Instruments Philippines, яка є другим за обсягом експортером в країні. В Багіо також розташовані головні офіси філіппінських підрозділів таких великих компаній як Moog Philippines, Inc.,Linde Philippines, Inc., LTX Philippines Corporation and Sitel Philippines, Baguio.

### Туризм
Туризм є основною галуззю економіки Багіо. Причинами цього є клімат міста та його історія. На різдвяно-новорічні свята багато хто з мешканців рівнин надає перевагу відпустці в Багіо, через можливість провести час в прохолодному кліматі, що є рідкістю для рівнинних районів. Іншим піком напливу туристів з усієї країни є Страсний тиждень, що нерідко спричиняє зростання чисельності людей в місті майже удвічі. Туристична інфраструктура міста складається з більш ніж 80 готелів та хостелів. Багіо був єдиним містом Філіппін у TripAdvisor Traveler's Choice Destinations Awards за 2011 рік, у розділі Азія, і містився в переліку 25 найкращих місць для відвідин в Азії.

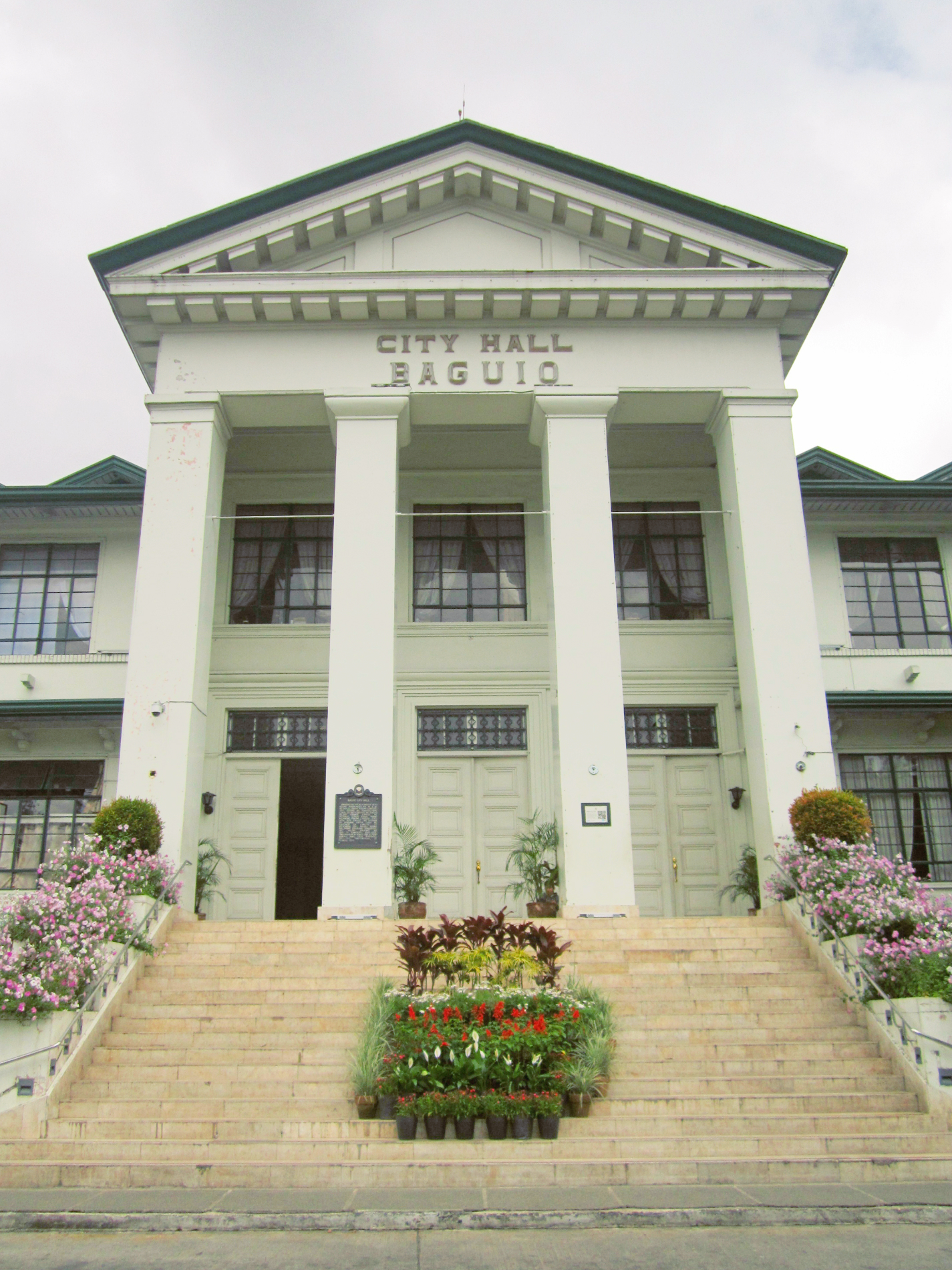
Фасад міської ради Багіо

## Місцевий уряд
Адміністрація Багіо складається з мера, віце мера та 12 членів ради. Місто має власний статут і не підпадає під юрисдикцію провінції Бенґет, до складу якої раніше входило.

## Транспорт
Найближчим аеропортом до Багіо є аеропорт Лоакан (IATA: BAG, ICAO: RPUB). Через невелику довжину злітної смуги (1,802 метри) аеропорт може приймати лише невеликі літаки. Комерційні авіарейси до аеропорту припинені в 2012 році і станом на лютий 2016 не виконуються. 
Місто сполучене з іншими регіонами країни автошляхами. Пасажирські перевезення до міста виконують кілька автобусних компанії. Автобусні лінії сполучають Багіо з Манілою, Центральним Лусоном та сусідніми провінціями.

## Галерея

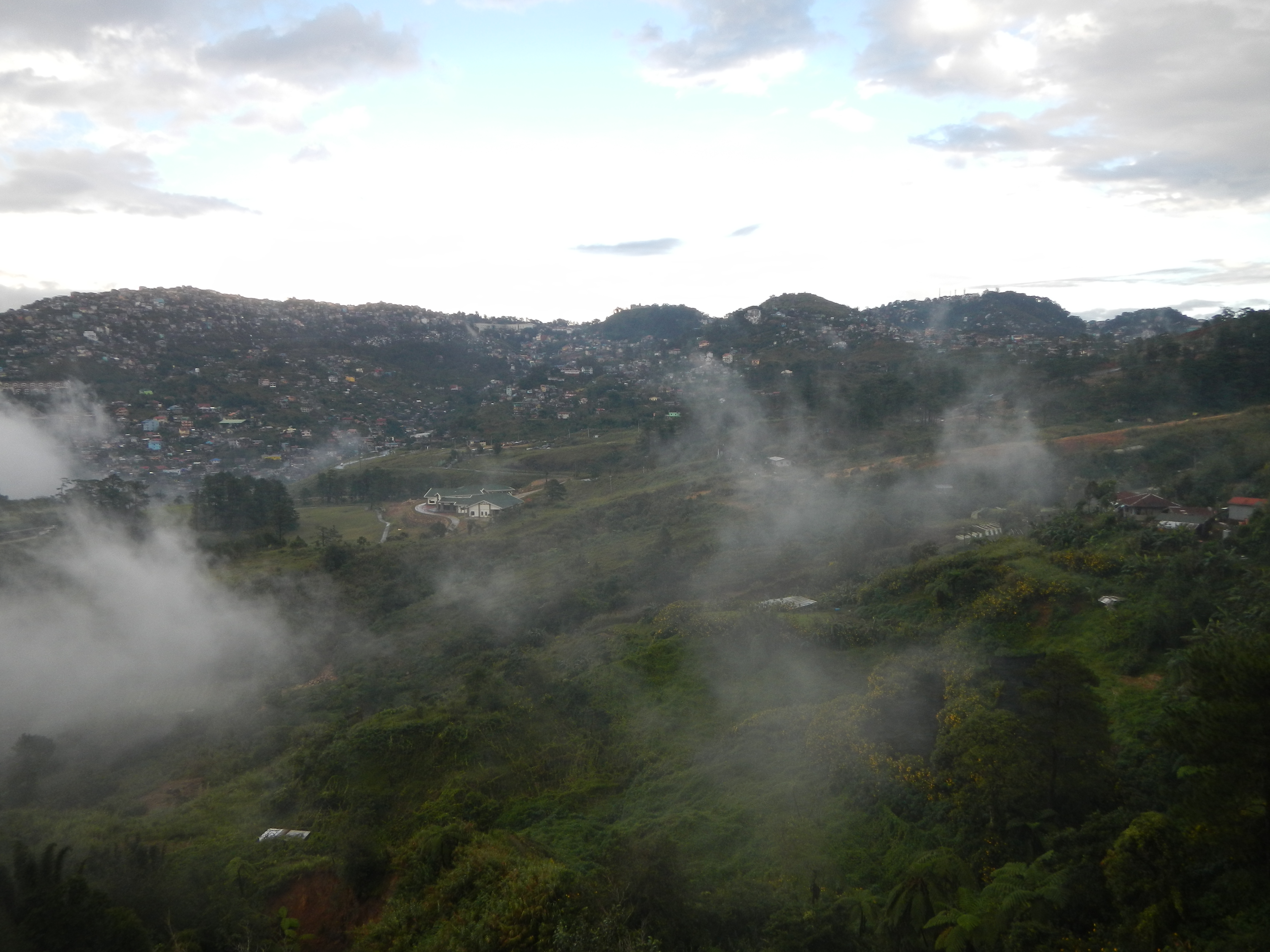
Вид на місто з поселення Туба
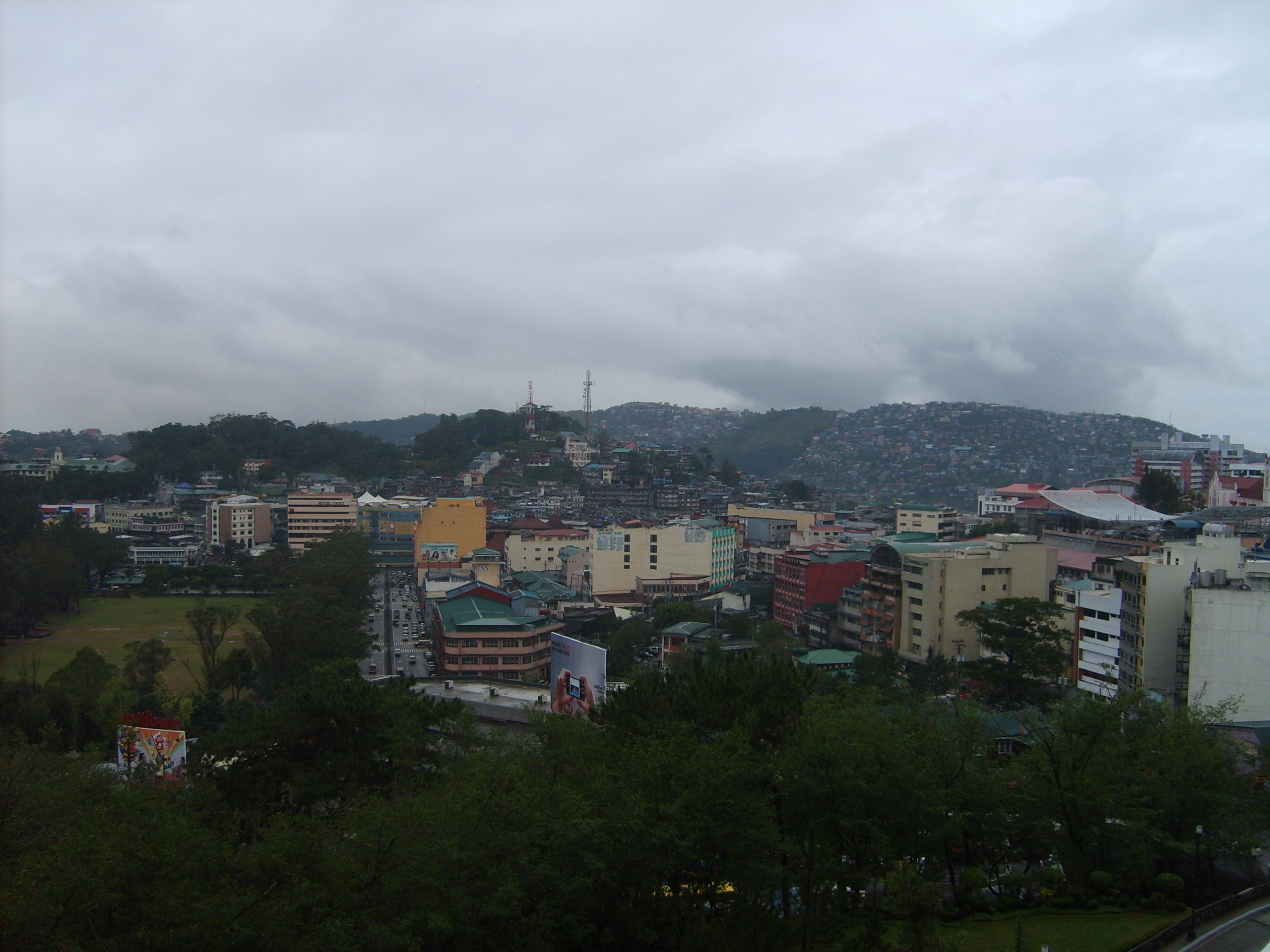
Місто з висоти пташиного польоту
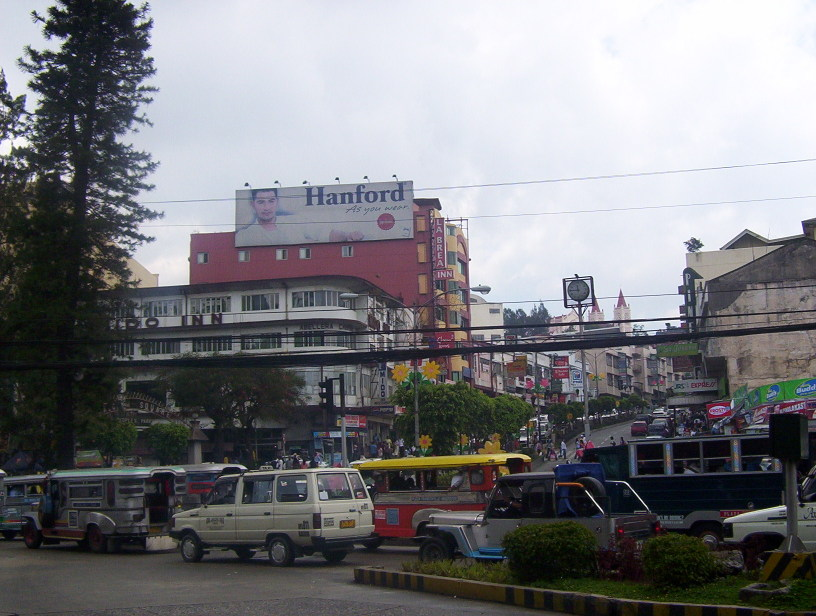
Перехрестя
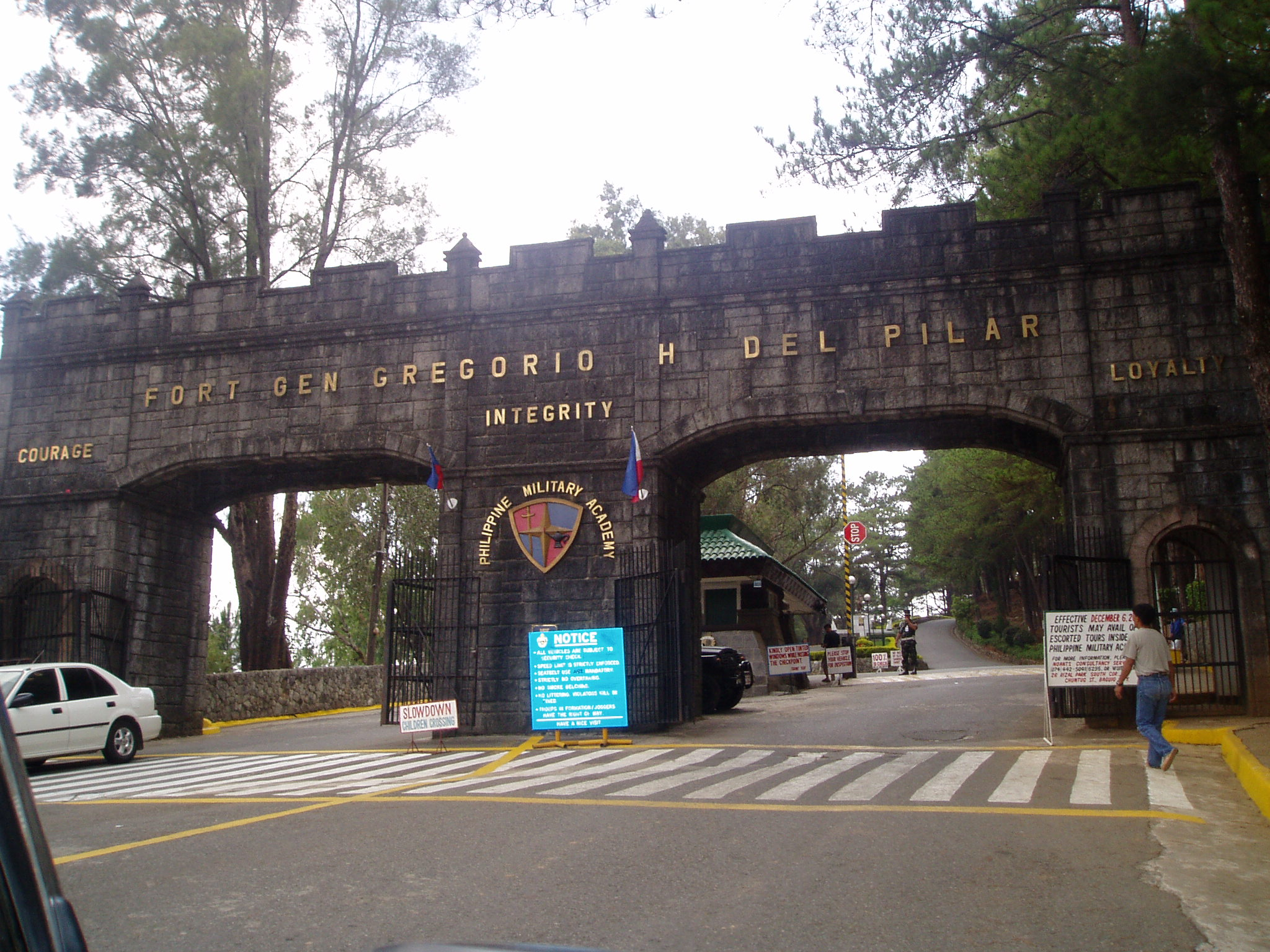
Фортеця Пілар
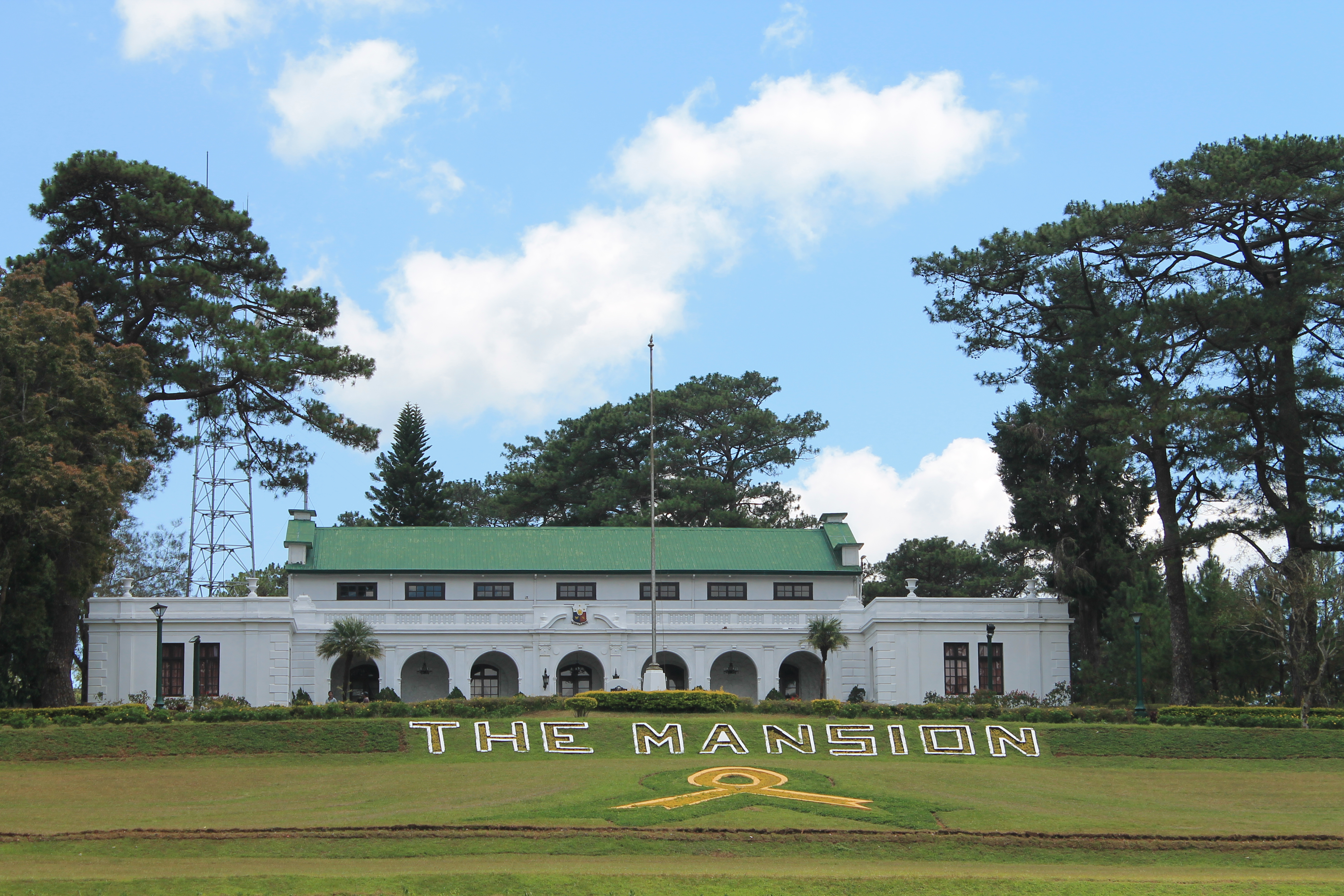
The Mansion, літня резиденція президента Філіппін